# Neuhofen (Pfalz)
Neuhofen in der Pfalz ist eine Ortsgemeinde im Rhein-Pfalz-Kreis in Rheinland-Pfalz. Sie gehört seit dem 1. Juli 2014 der damals neu gebildeten Verbandsgemeinde Waldsee an, die zum 1. Januar 2016 den Namen Verbandsgemeinde Rheinauen erhielt. Neuhofen ist Teil der europäischen Metropolregion Rhein-Neckar und gemäß Landesplanung als Grundzentrum ausgewiesen.

## Geographie

### Lage
Neuhofen liegt in der Oberrheinischen Tiefebene. Der Ortskern befindet sich auf der Niederterrasse am nordwestlichen Rand eines halbinselförmigen Rückens der Hochuferzone. Das Gemeindegebiet ist Teil des Landschaftsschutzgebiets „Pfälzische Rheinauen“.

### Gemeindegliederung
Zu Neuhofen gehören auch die Wohnplätze Haus Kief, Waldmühle, Waldpark und Römerhof.

### Nachbargemeinden
Im Uhrzeigersinn von Westen nach Südwesten: Limburgerhof, Ludwigshafen am Rhein, Altrip, Waldsee, Schifferstadt

### Rehbach

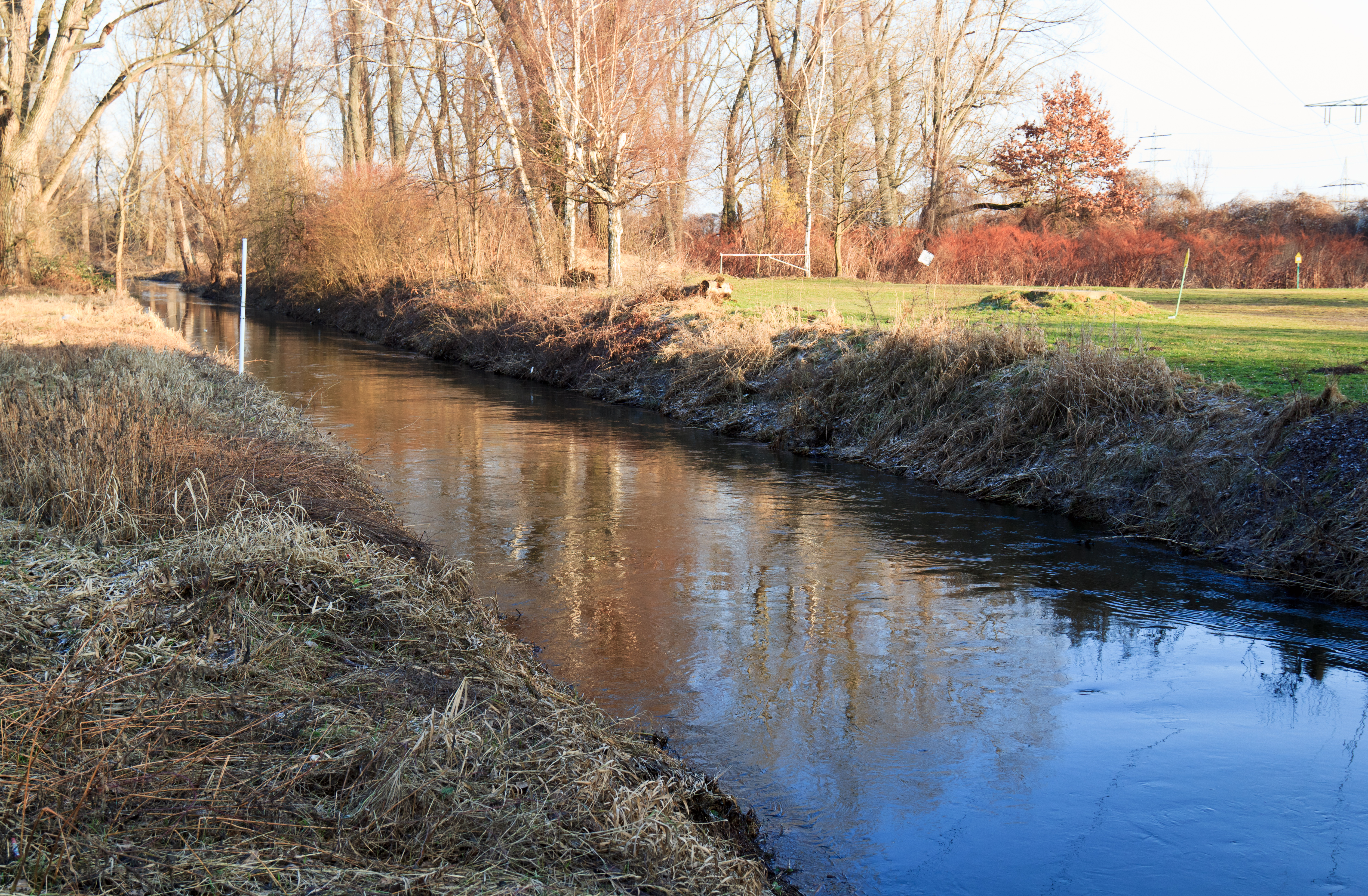
Rehbach nach der Waldmühle
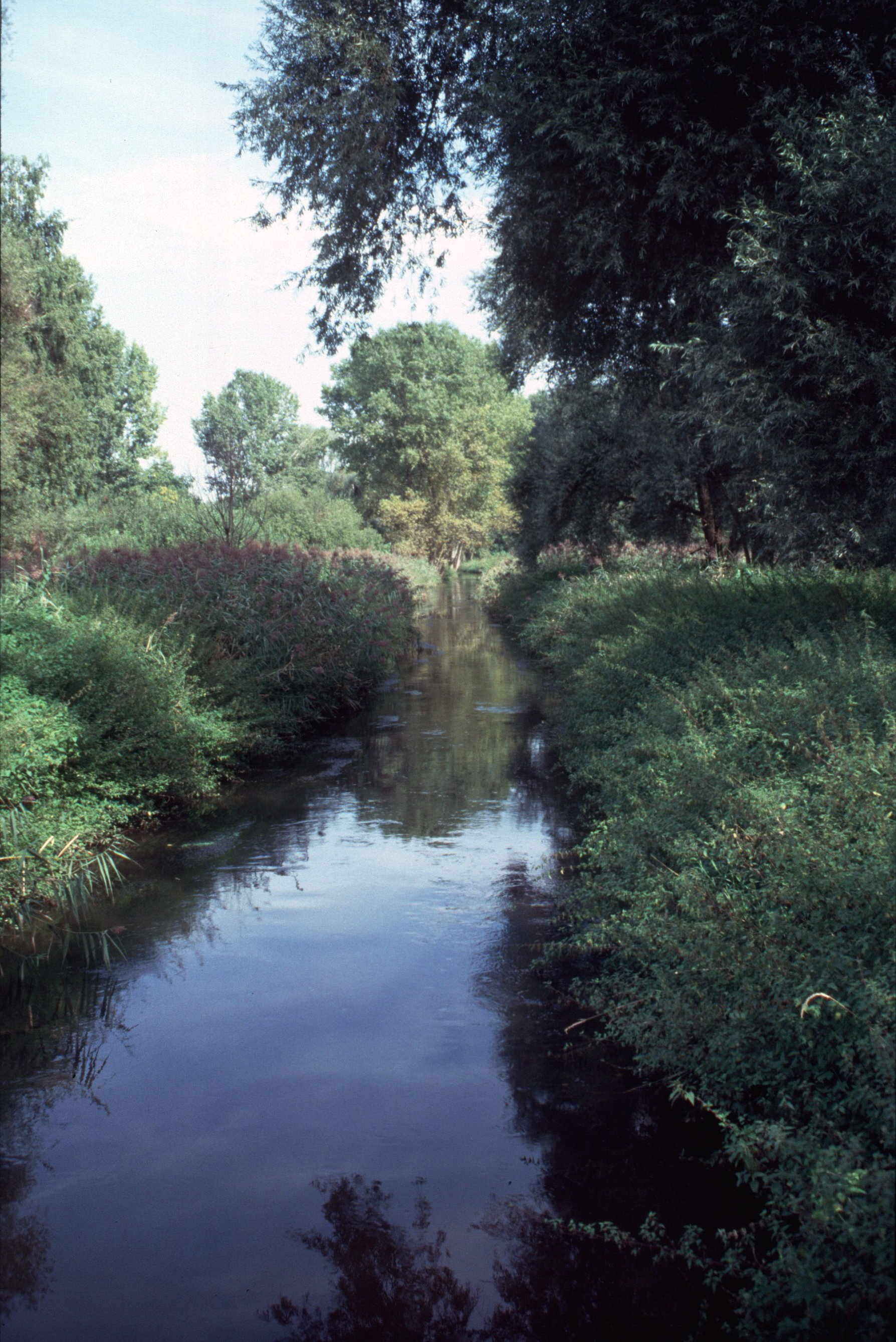
An den Affenwiesen
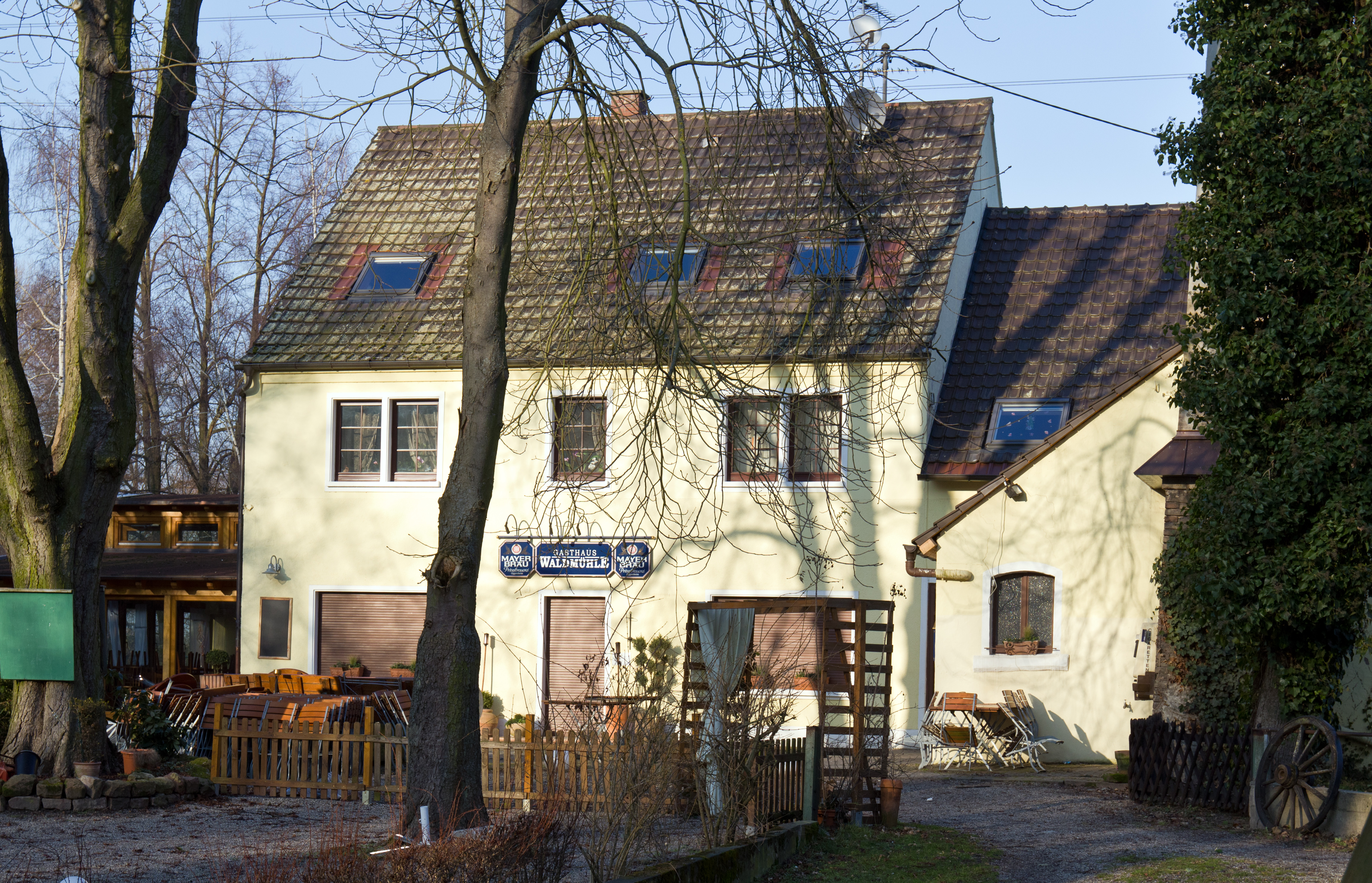
Waldmühle

Von besonderer Bedeutung für die Entstehung und das heutige Ortsbild Neuhofens ist der Rehbach. Er ist kein natürliches Gewässer, sondern ein künstlicher Abzweig des Speyerbachs, der zur Nutzung durch Mühlen und zur Trift von Holz genutzt wurde. Vom unnatürlichen Ursprung zeugt auch eine Brücke westlich der Rehhütte, über die der Rehbach den Ranschgraben überquert.
Auf Neuhofener Gemarkung passierte der Rehbach früher von Schifferstadt im Südwesten kommend die Mühle an der Rehhütte weiter im Bogen durch den alten Bachstaden. In Neuhofen floss er dann an der Gässelbach und am Friedhof vorbei zum Unterwald über die dortige Waldmühle und schließlich bei Rheingönheim in den Rhein. Die Gässelbach (heute Burggasse) ist eine Gasse, die in den Rehbach mündete und die Keimzelle Neuhofens war. Hier wurden Wasser entnommen und Wäsche gewaschen. Später gab es im Bereich des heutigen Partnerschaftsplatzes Waschplätze mit Wiesen zum Wäschebleichen. Um das Jahr 1507 kaufte der Pfalzgraf einen Teil der Altrheinwiesen in Neuhofen und legte einen Woog zur Fischzucht an. Der Rehbach wurde unterhalb der Mühle Rehhütte umgeleitet. Er bekam ein neues Bett zwischen 2 Dämmen, das in gerader Richtung von der Rehbachmühle zum Gaulsloch bei Neuhofen zieht. Ab 1507 konnte die Mühle im Burggässel nicht mehr mahlen, da die Gässelbach und der Bachstaden als Wege trocken lagen und der neue Rehbach beim Gaulsloch kein Gefälle mehr hatte.
1975 wurde der Rehbach wegen starker Verschmutzung und damit verbundener Geruchsbelästigung umgeleitet. Er fließt nun ab der Rehhütte in Richtung an der B 9 entlang. Ab der Brücke nach Limburgerhof biegt er in langem Bogen nach Osten ab und fließt dann über die Affenwiesen nördlich des Unterwaldes zwischen Neuhofen und Ludwigshafen-Rheingönheim. Ab der Waldmühle folgt er wieder seinem alten Verlauf zum Rhein. Durch den Bau von Klärwerken in den anliegenden Gemeinden ist der Rehbach inzwischen sauberer als vor deren Bau.
Das ehemalige Rehbachbett dient heute unter der Bezeichnung Rehbachwanderweg als Fuß- und Radweg durch den Ort. Auch in den Namen Rehbachschule, Rehbachhalle, Rehbachstraße und mit dem Rehbachfest hat er seine Spuren in Neuhofen hinterlassen.

## Geschichte

### Entwicklung bis 1800
Das spätere Neuhofen gelang am 9. Mai 1194 durch eine auf dem Trifels ausgestellten Urkunde Kaiser Heinrichs des VI in den Besitz seiner Gründer. („Kaiser Heinrich VI. bekundet, dass durch seine Hände, Abt Gottfried von Weißenburg mit seinen Mitbrüdern und Ministerialie das Hofgut in Medenheim und Rechholz, das Eberhard von Ried vom Kloster Weißenburg zu Lehen trug, an Abt Herman von Himmerod und sein Kloster zu Eigentum übertragen hat.“) Neuhofen wurde 1209 erstmals namentlich erwähnt (Nova Curia) in einer Urkunde des Bischofs von Speyer anlässlich eines Streites zwischen dem Kloster Himmerod und den Pfalzbauern von Mutterstadt. Die Erlaubnis zum Kirchenbau in Neuhofen wurde 1318 durch Bischof Emich von Speyer erteilt. Der Patron der Kirche ist der heilige Michael. Im Gemeindegebiet befand sich einst die 1349 zerstörte Burg Neuhofen.

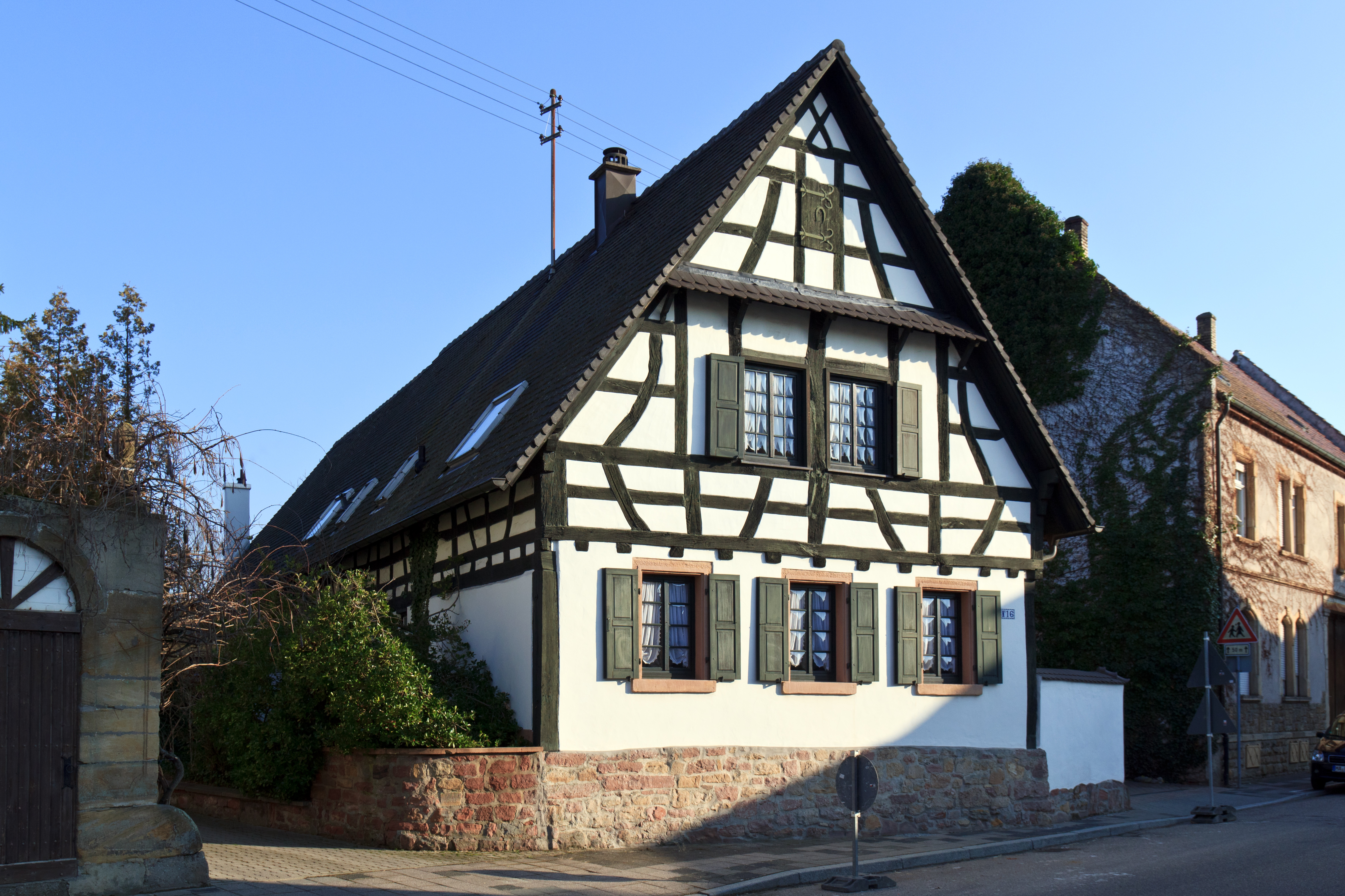
Restauriertes Fachwerkhaus in der Ludwigshafener Straße

Ab der frühen Neuzeit bis Ende des 18. Jahrhunderts gehörte der Ort zur Kurpfalz und unterstand dort dem Oberamt Neustadt sowie der Oberschultheißerei Oggersheim. Das Kloster Himmerod verkaufte am 2. Mai 1513 seinen letzten Besitz in Neuhofen für 2000 Goldgulden.
Im Dreißigjährigen Krieg wurde Neuhofen mehrfach geplündert, zerstört und die Bevölkerung terrorisiert. Die Einwohner siedelten in die Nachbarstädte um. Wenige Familien kehrten nach Kriegsende zurück, Hugenotten zogen zu.

### Ab dem 19. Jahrhundert
Von 1797 bis 1815 gehörte Neuhofen wie die ganze linksrheinische Pfalz zur französischen Republik beziehungsweise zum Napoleonischen Kaiserreich innerhalb des Département du Mont-Tonnerre und war in den Kanton Mutterstadt eingegliedert. 1816 wechselte der Ort in das Königreich Bayern. Von 1818 bis 1862 gehörte der Ort dem Landkommissariat Speyer, später dem Bezirksamt Speyer, an.
Mitte des 19. Jahrhunderts wurde die Pfälzische Ludwigsbahn nach Saarbrücken durch Paul Camille von Denis erbaut. Auf der Friedensau wurde zwischen Mutterstadt und Neuhofen ein Bahnhof gebaut. Ab 1886 wurde Neuhofen Bestandteil des neu geschaffenen Bezirksamtes Ludwigshafen.
Die Gemeinde Limburgerhof wurde 1930 aus den um den Bahnhof gelegenen Gemarkungsteilen Neuhofens, Mutterstadts, Rheingönheims und Schifferstadts gegründet. Neuhofen verliert dadurch 238 ha Fläche, darunter seinen Ortsteil Rehhütte. Der Rehbach wurde 1975 umgeleitet, er wurde aus dem Ort verlegt.
Seit 1939 gehört Neuhofen zum Landkreis Ludwigshafen, der 2004 in Rhein-Pfalz-Kreis umbenannt wurde. Nach dem Zweiten Weltkrieg wurde die Gemeinde innerhalb der französischen Besatzungszone Teil des damals neu gebildeten Landes Rheinland-Pfalz. Seit 2014 ist Neuhofen Bestandteil der Verbandsgemeinde Rheinauen, nachdem sie zuvor verbandsfrei gewesen war.

## Bevölkerung

### Einwohnerstatistik
Neuhofen hatte um 1585 200 Personen, das nach dem Ende des Dreißigjährigen Krieges auf dem historischen Tiefstand von 28 Personen gesunken ist. Im Ersten Weltkrieg fielen 87 Soldaten, im Zweiten Weltkrieg 188 Soldaten. Um 1950 zählte man laut Volkszählung 3641 Einwohner, 2012 wohnten 7091 Personen in Neuhofen und Anfang 2022 wohnten bereits 7280 Personen in Neuhofen.

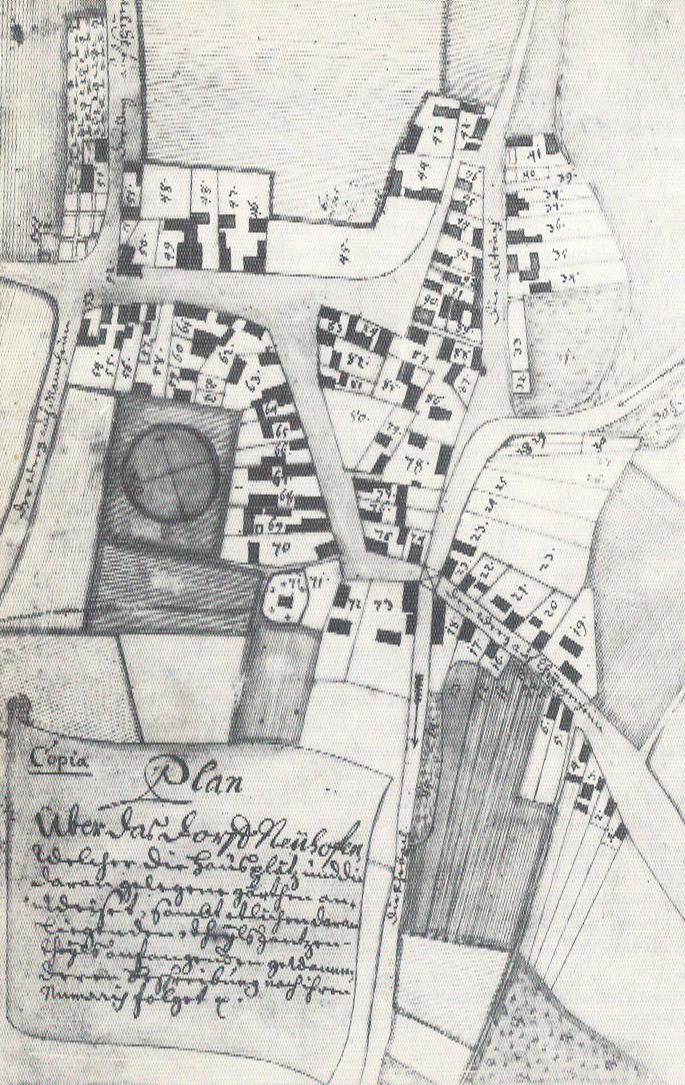
Straßenkarte von 1790

Die Entwicklung der Einwohnerzahl von Neuhofen, die Werte von 1871 bis 1987 basieren auf Volkszählungen:
| Jahr | Einwohner |
| ---- | --------- |
| 1815 | 710       |
| 1835 | 1.015     |
| 1871 | 1.558     |
| 1905 | 2.464     |
| 1939 | 3.407     |
| 1950 | 3.641     |
| 1961 | 4.179     |

| Jahr | Einwohner |
| ---- | --------- |
| 1970 | 5.291     |
| 1982 | 6.687     |
| 1994 | 7.292     |
| 2005 | 7.339     |
| 2011 | 7.014     |
| 2017 | 7.132     |
| 2023 | 7.173     |

### Konfessionsstatistik
Am Jahresende 2014 waren von den Einwohnern 38,2 % evangelisch, 26,3 % römisch-katholisch und 35,5 % waren konfessionslos oder gehörten einer anderen Glaubensgemeinschaft an. Die Zahl der Katholiken und die der Protestanten ist seitdem gesunken. Ende September 2024 hatten 28,6 % der Einwohner die evangelische Konfession und 22,5 % die katholische. 48,9 % gehörten entweder einer anderen Glaubensgemeinschaft an oder waren konfessionslos.

## Politik

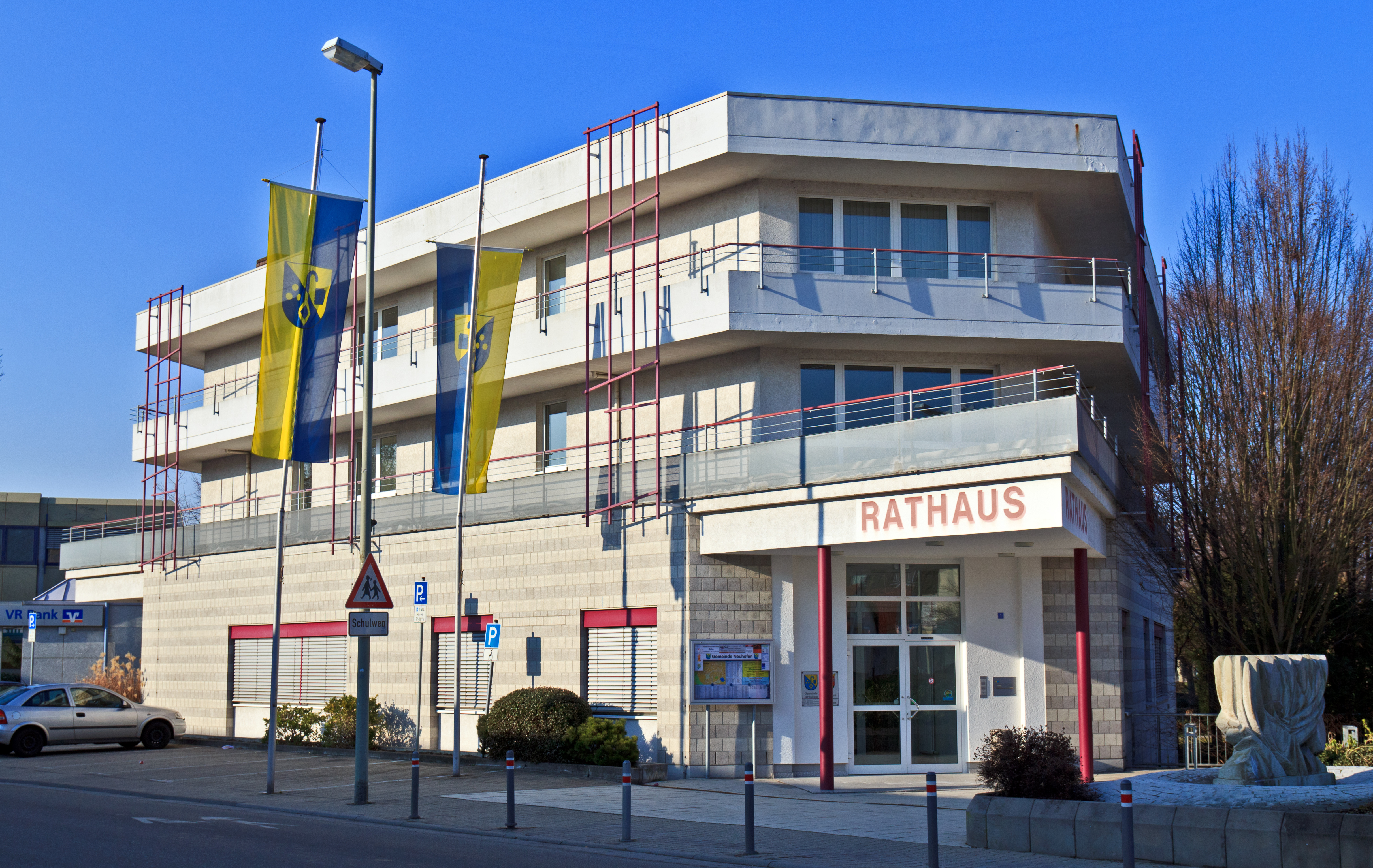
Rathaus

Bei Bundestagswahlen gehört die Gemeinde zum Wahlkreis Ludwigshafen/Frankenthal und bei Landtagswahlen zum Wahlkreis Mutterstadt.

### Gemeinderat
Der Gemeinderat in Neuhofen besteht aus 22 Ratsmitgliedern, die bei der Kommunalwahl am 9. Juni 2024 in einer personalisierten Verhältniswahl gewählt wurden, und dem ehrenamtlichen Ortsbürgermeister als Vorsitzendem.
Die Sitzverteilung im Gemeinderat:
| Wahl | SPD | CDU | Grüne | FDP | gLN | Gesamt   |
| ---- | --- | --- | ----- | --- | --- | -------- |
| 2024 | 6   | 6   | 2     | 7   | 1   | 22 Sitze |
| 2019 | 6   | 7   | –     | 6   | 3   | 22 Sitze |
| 2014 | 12  | 8   | –     | 2   | –   | 22 Sitze |
| 2009 | 10  | 7   | –     | 5   | –   | 22 Sitze |
| 2004 | 9   | 9   | –     | 4   | –   | 22 Sitze |

- gLN = grüne Liste Neuhofen e. V.

### Bürgermeister
Bis zum 30. Juni 2014 war Neuhofen eine verbandsfreie Gemeinde und hatte einen hauptamtlichen Bürgermeister. Gemäß Gemeindeordnung hat ein hauptamtlicher Bürgermeister eine Amtszeit von acht Jahren. Seit dem 1. Juli 2014 ist Neuhofen eine Ortsgemeinde und hat deshalb einen ehrenamtlichen Bürgermeister mit einer Amtszeit von fünf Jahren.
Die Bürgermeister seit 1945 in chronologischer Reihenfolge:
- 1945 bis 1960 Michael Kraushaar, SPD
- 1960 bis 1991 Kurt Sturm, SPD
- 1991 bis 2001 Wolfgang Kraus, SPD
- 2001 bis 2017 Gerhard Frey, FDP, später parteilos

Seit dem 1. Juni 2017 ist Ralf Marohn ehrenamtlicher Ortsbürgermeister. Bei der Direktwahl am 26. Mai 2019 wurde er mit einem Stimmenanteil von 77,80 % in seinem Amt bestätigt. Bei der Direktwahl am 9. Juni 2024 setzte er sich mit 74,6 % gegen eine Mitbewerberin durch.
Sein Vorgänger, Gerhard Frey, war zunächst von 2001 bis 2009 der erste direkt von der Bevölkerung gewählte hauptamtliche Bürgermeister von Neuhofen. Er wurde 2009 nochmals gewählt und blieb bis 2017 im Amt. Er war somit von 2001 bis 2014 hauptamtlicher Bürgermeister (FDP) und von 2014 bis 2017 hauptamtlicher Ortsbürgermeister (parteilos).

### Wappen
| neues Wappen | Das aktuelle Wappen (seit 1976) ist links unten blau, rechts oben golden. Darauf abgebildet ist in der Mitte ein mit dem Griff nach rechts gewendeter Krummstab, der unten in einer auf der Spitze stehenden Raute endet. Die Farbe des Stabes wechselt zum Hintergrund. Oben rechts neben dem Stab ist ein Buch abgebildet, links neben dem Stab drei Kugeln, von denen zwei unten und die dritte mittig darüber liegen. Die Kugeln berühren sich nicht. |

| altes Wappen | Das alte Wappen (belegt seit 1791) zeigt auf goldenem Hintergrund den heiligen Nikolaus. Dieser trägt ein blaues Gewand, einen silbernen Heiligenschein, in der rechten Hand einen silbernen Krummstab und in der linken Hand ein rotes Buch, auf dem drei goldene Kugeln liegen. Zwei der Kugeln liegen unten, die dritte mittig darauf. Der heilige Nikolaus war Patron des untergegangenen Dorfes Medenheim (siehe Geschichte). |

### Städtepartnerschaften
Mit Heillecourt in der Nähe von Nancy in Frankreich wird eine Partnerschaft gepflegt.

## Kultur und Sehenswürdigkeiten

### Kulturdenkmäler

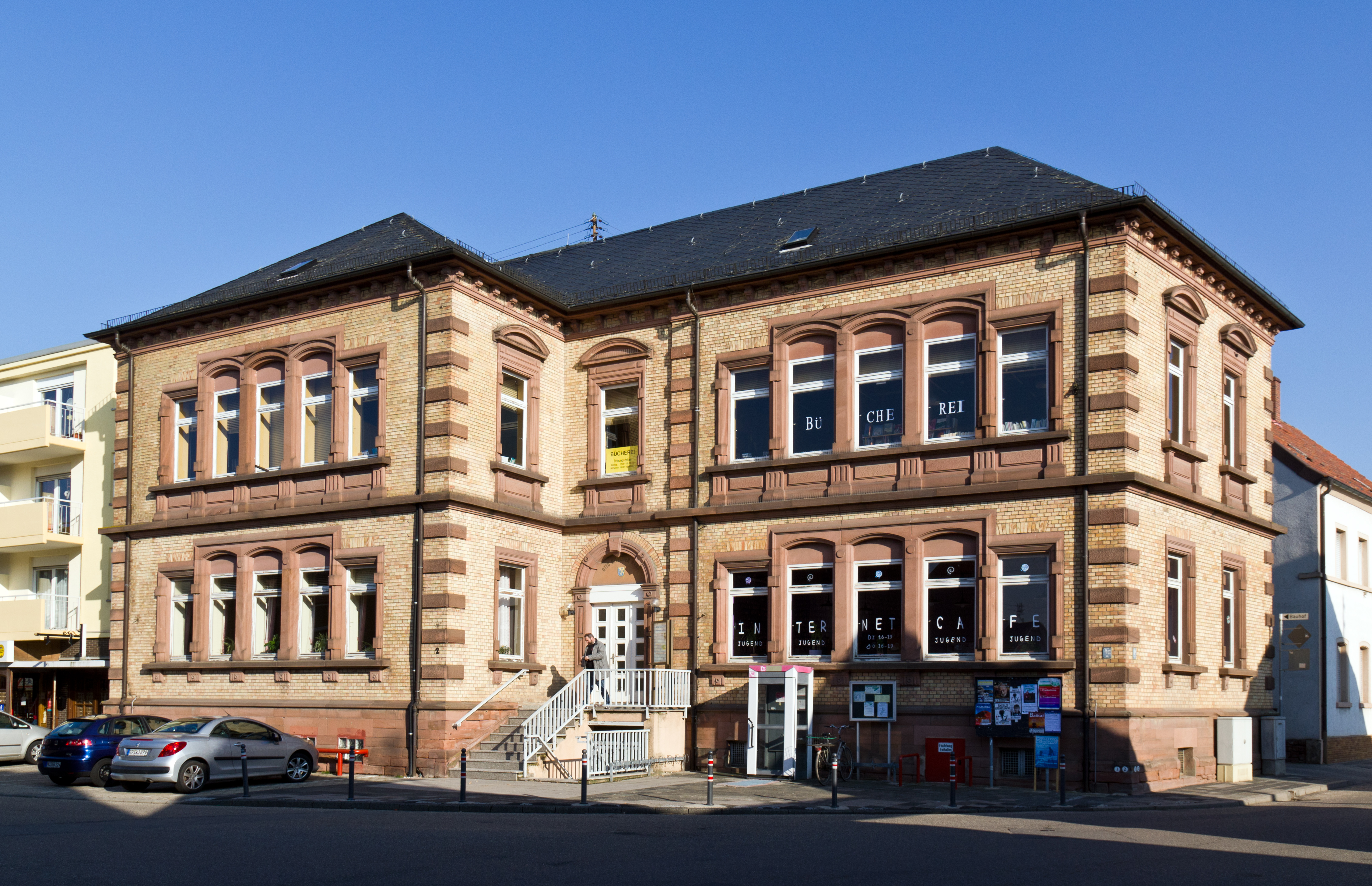
Otto-Ditscher-Haus

Der jüdische Friedhof zwischen Neuhofen und Waldsee sowie Landstraße und Woog ist als Denkmalzone ausgewiesen.
- evangelische Kirche (geht vermutlich auf die Kirche von 1318 zurück)
- Museum Otto-Ditscher-Haus, alternativ Otto-Ditscher-Galeriegenannt, (alte Schule)
- Kriegerdenkmal 1870/71; Germania, von Gottfried Renn, Speyer um 1900

### Natur

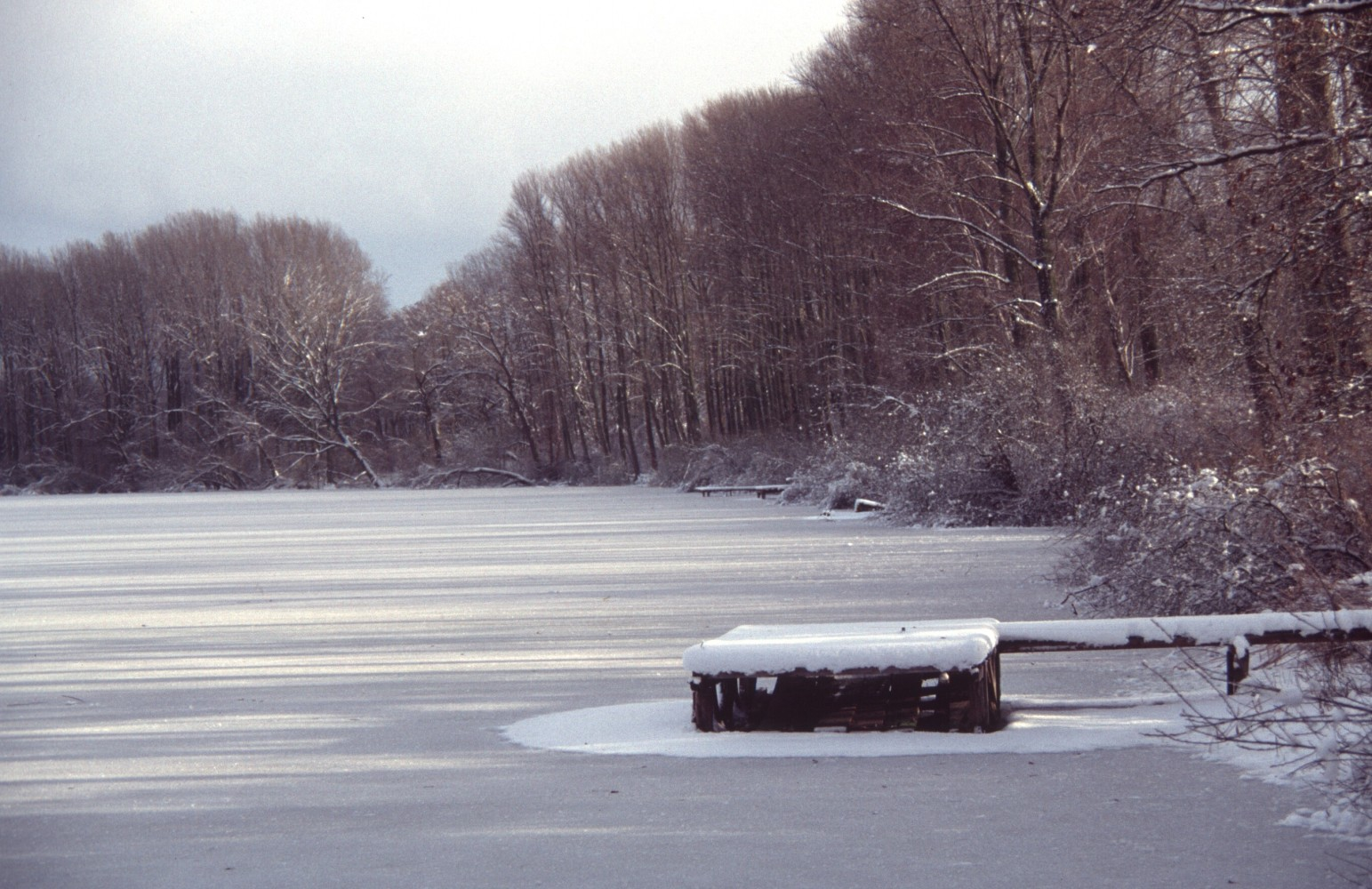
Neuhofener Altrhein

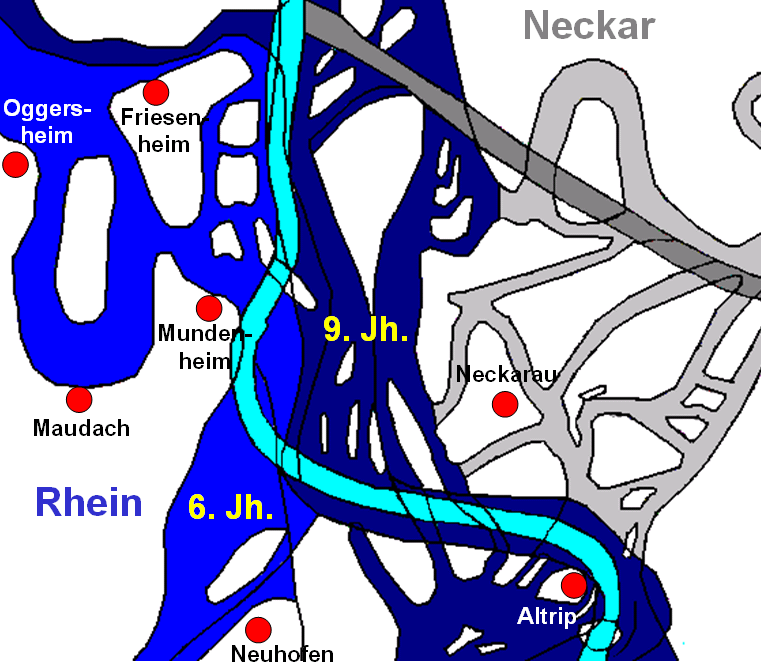
Ursprung des Woog, Erlenbruch und Altrhein

- Naturschutzgebiet „Neuhofener Woog“
- Naturschutzgebiet „Neuhofener Altrhein“
- Naturschutzgebiet „Kistnerweiher“

1894 wurde außerdem in einem Altrhein vor Ort die Amöbenart Paulinella entdeckt. Das EU-Vogelschutzgebiet Neuhofener Altrhein mit Prinz-Karl-Wörth erstreckt sich unter anderem über das Gemeindegebiet, das auch Teil des überregionalen Landschaftsschutzgebiets „Pfälzische Rheinauen“ ist.

### Regelmäßige Veranstaltungen
- Rehbachfest auf dem Rehbachweg (Juli)
- „Kerwe“ (Kirchweihe) auf dem Partnerschaftsplatz am Sonntag nach Michael (29. September), dem Patron der Kirche von 1318
- Rehbachturnier der Badmintonabteilung der TuS Neuhofen
- Fastnachtsumzug, Prunksitzungen der Tusnesia, Maskenbälle des VfL, Krönungsball und Ordensfest der TuS
- Frühlings- und Bauernmarkt auf dem Partnerschaftsplatz im Mai
- Weihnachtsmarkt auf dem Partnerschaftsplatz (November / Dezember)
- Fischerfest in der Reithalle (Juni)
- Handballwoche der TuS mit Jedermannturnier
- Fußball-Jedermannturnier des VfL
- Feuerwehrfest (August)
- Maifest im Waldpark (1. Mai)

### Sprache
Der in Neuhofen gesprochene Dialekt ist vorderpfälzisch.
Alteingesessene Einwohner Neuhofens bezeichnen sich selbst nicht als „Neuhofener“, sondern als „Neiheffer“ („Neuhöfer“).

### Kirchen

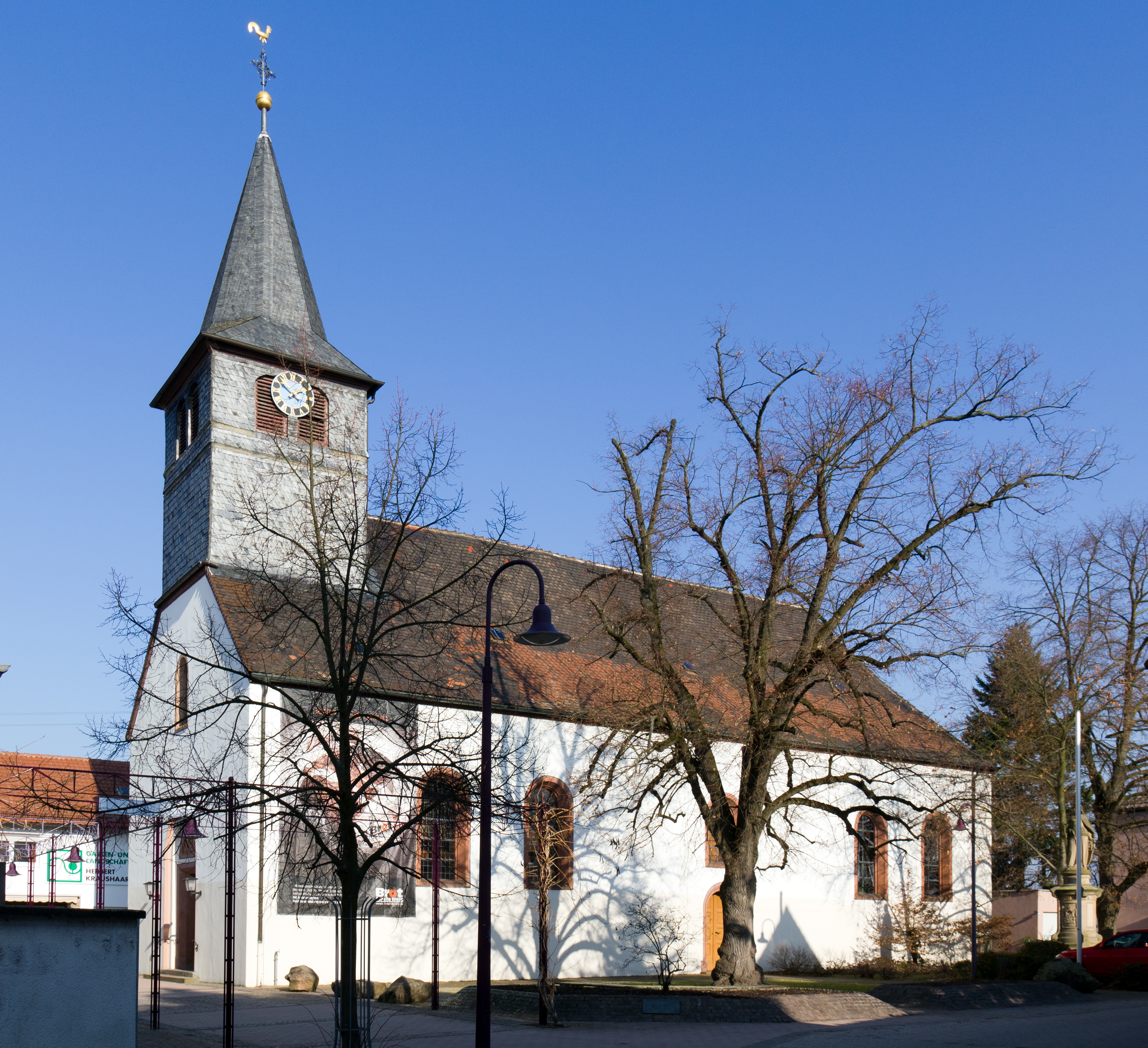
Evangelische Kirche (ehemals St. Michael)
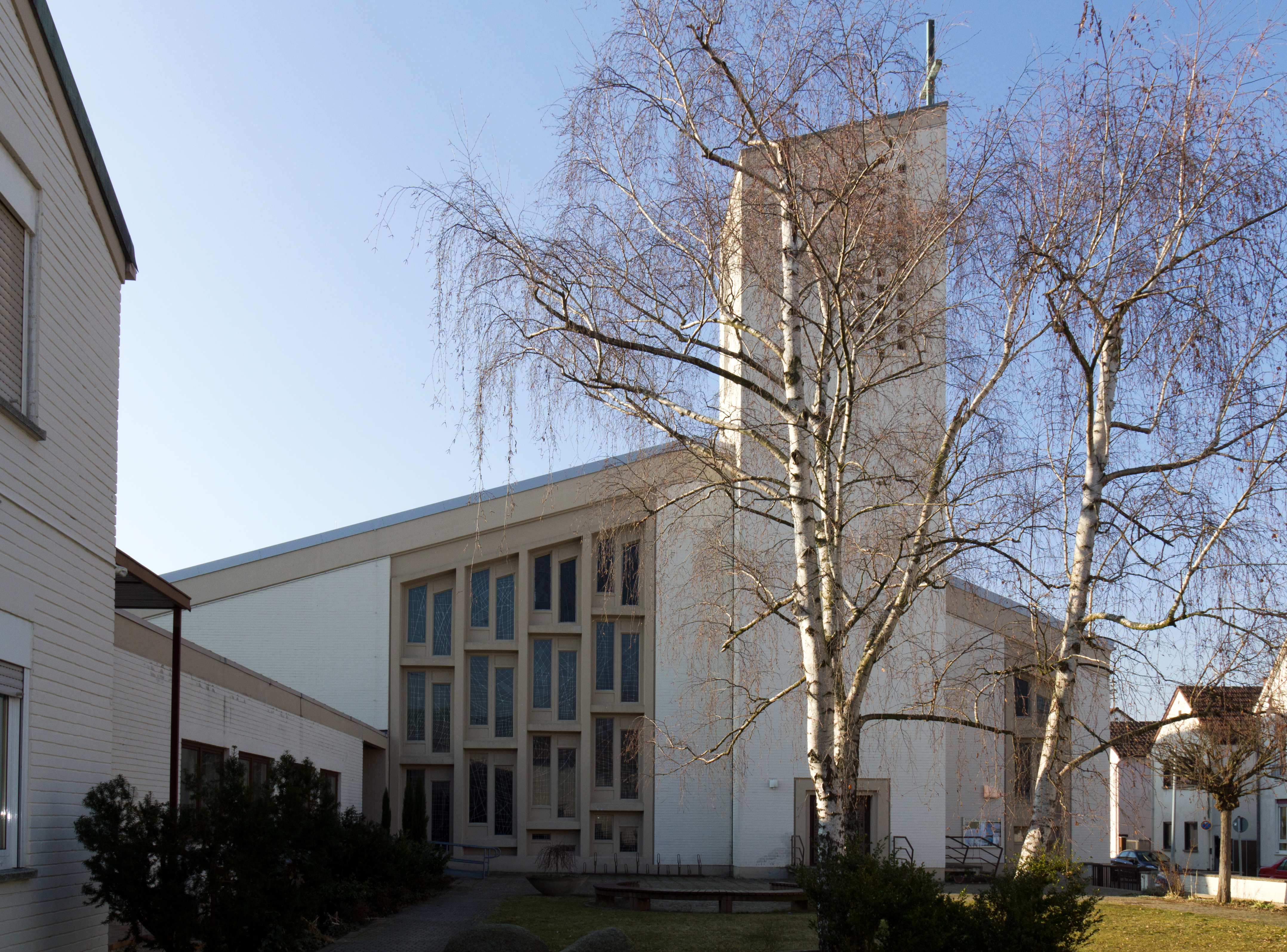
Katholische St.-Nikolaus-Kirche

- Protestantische Kirchengemeinde Neuhofen
- Katholische Pfarrgemeinde St. Nikolaus mit der neuen katholischen Kirche mit Pfarrzentrum (Weihung 1964)
- Evangelisch-Freikirchliche Gemeinde Neuhofen (Baptisten)

### Vereine
Vor Ort existiert der VfL Neuhofen, der 1951 durch die Fusion dreier Vereine – darunter Viktoria Neuhofen – entstand.
.

## Medien
Der Film Einer spinnt immer aus dem Jahr 1971 wurde teilweise im Gemeindegebiet gedreht.

## Wirtschaft und Infrastruktur
Neuhofen ist in erster Linie eine Wohngemeinde für Arbeitnehmer der Unternehmen im Rhein-Neckar-Dreieck. Neuhofen verfügt aber auch über ein Gewerbegebiet im Westen des Ortes. Die Gemeinde gehört zum Geschäftsgebiet der Kreissparkasse Rhein-Pfalz. Zudem ist Neuhofen Sitz der Molkerei NAFA Feinkost GmbH.

### Wirtschaftliche Entwicklung
Schon bei der Gründung Neuhofens spielten die Mühlen am Rehbach eine große Rolle. Mindestens drei Mühlen gab es, zwei davon existieren bis heute. Die Waldmühle (ehemals Mannheimer Walkmühle) ist heute ein Restaurant, das Mühlrad liegt trocken. Siel liegt im Unterwald.
Die Mühle im seit 1930 zu Limburgerhof gehörenden Ortsteil Rehhütte ist zusammen mit dem Gutshof Rehhütte seit 1898 im Besitz der BASF. Das Mühlrad ist zeitweise noch in Betrieb. Hier gibt es auch noch eine Vorrichtung zum Flößen von Holz (Holztrift).
Auch der Fischfang dürfte in früheren Zeiten ein wichtiger Wirtschaftsfaktor gewesen sein, denn der Rhein verlief bis 1584 nahe am Ort.
Bis zum Zweiten Weltkrieg wurde außerdem das Torfstechen im Woog und Erlenbruch betrieben, wovon Weiher, Gräben und Bruchwälder in diesem Gebiet zeugen.
In der Landwirtschaft gab es etwas Weinbau im Süden des Dorfes, diese Gemarkung heißt heute Speyerer Wingert.
Mit dem Bau des Bahnhofes und der Gründung der Zuckerfabrik kam die Industrialisierung ins Dorf. Durch die Bahn konnten die Neuhofener auch schnell nach Ludwigshafen am Rhein gelangen und so wurde Neuhofen zum Wohnort für Arbeiter der BASF und der anderen Chemiewerke.
Baustoffe wurden in Form von Sand und Kies in Neuhofen jedoch weiterhin gefördert. Davon ist der Kistner-Weiher und das Ochsenfeld (Verlängerung des Altrheins) als zusammenhängendes Naturschutzgebiet und der Baggersee Schlicht zurückgeblieben. In Altrip und Waldsee entstanden auf diese Weise eine ganze Reihe weiterer Seen, die in der Gegenwart zum Großteil als Naherholungsgebiete genutzt werden. Der Baggersee Steinerne Brücke wurde zwar zur Kiesausbeute genutzt, jedoch ausdrücklich für die Nutzung als Badesee geplant.

### Verkehr
Die B 9 führt westlich direkt an Neuhofen vorbei. Die Anschlussstellen zu den Autobahnen 61, 65 und 650 sind nur wenige Kilometer entfernt. Die umliegenden Städte Ludwigshafen (8 km bis zur Stadtmitte), Speyer (12 km bis zur Stadtmitte) und Mannheim sind mit einem PKW innerhalb weniger Minuten zu erreichen, nach Worms, Heidelberg und Bad Dürkheim ist es nur wenig weiter.
Mitten durch die Gemeinde verläuft die Landesstraße 534. In der Ortsmitte zweigt von dieser die Kreisstraße 14 nach Limburgerhof ab.
Der Bahnhof Limburgerhof und die Straßenbahnhaltestelle Ludwigshafen-Rheingönheim sind mit dem Fahrrad in wenigen Minuten zu erreichen, außerdem verbindet eine Bus-Ringlinie Neuhofen mit den umliegenden Gemeinden. Außerdem hat man die Ludwigshafener Nachtbuslinie 96 die bis nach Ludwigshafen-Rheingönheim fährt stündlich bis Neuhofen durchgebunden so das man an allen Tagen um 0:30 Uhr von Ludwigshafen Berliner Platz eine Verbindung nach Neuhofen hat.
Ein Ausbau des Straßenbahnnetzes Ludwigshafen-Mannheim bis nach Neuhofen ist seit Jahrzehnten immer wieder im Gespräch, vor allem von Seiten der Neuhofener Kommunalpolitik. Alle öffentlichen Verkehrsmittel sind zu einheitlichen Preisen innerhalb des Verkehrsverbunds Rhein-Neckar (VRN) zu benutzen.
Neuhofen verfügt auch über ein gutes Radwegenetz. Eine Besonderheit ist ein Radweg auf der Nord-Süd-Achse, der mithilfe von drei Unterführungen und genügend Abfahrten mitten durch den Ortskern verläuft, ohne dabei mit dem Pkw-Verkehr in Berührung zu kommen.

### Bildung
- Rehbachschule (Grundschule), eine von derzeit (April 2018) nur 21 Grundschulen in Rheinland-Pfalz[15] mit einem ständigen bilingualen Klassenzug. Dieser war zum Schuljahr 2010/11 eingeführt worden.[16]
- Neuhofen war bis 2005 auch gemeinsam mit Limburgerhof Träger der Rudolf-Wihr-Hauptschule, die zwischen Neuhofen und Limburgerhof auf Limburgerhöfer Gemarkung liegt. An gleicher Stelle befindet sich eine Realschule.

Realschule und Hauptschule wurden im Frühjahr 2005 zu dem Schulzentrum „Rudolf-Wihr-Realschule plus“ unter der Trägerschaft des Rhein-Pfalz-Kreises zusammengelegt. Neuhofen und Limburgerhof haben jedoch zusammen eine Ausstiegsklausel, mit welcher die beiden Gemeinden die Hauptschule wieder in Gemeindeträgerschaft übernehmen können.

### Behörden
Die Gemeinde gehört außerdem zum Zuständigkeitsbereich des Amtsgericht Ludwigshafen am Rhein.

## Persönlichkeiten

### Ehrenbürger
- Carl Reiß (* 1843, † 1914, ernannt 1913), Kommerzienrat, Ehrenbürger der Stadt Mannheim
- Anna Reiß (* 1836, † 1915, ernannt 1914), Kammersängerin
- Michael Kraushaar (* 1876, † 1968, ernannt 1966), Bürgermeister vor und nach der Zeit des Nationalsozialismus
- Otto Ditscher (* 1903, † 1987, ernannt 1973), Maler
- Kurt Sturm (* 1929, † 1995, ernannt 1994), langjähriger Bürgermeister

### Söhne der Gemeinde
- Otto Ditscher (1903–1987), Maler
- Karl Striebinger (1913–1981), Fußballnationalspieler
- Lothar Horlacher (1933–2016), Politiker (SPD)
- Dieter Balzer (* 1958), bildender Künstler
- Wolfgang Frombold (* 1959), Leichtathlet

### Persönlichkeiten, die vor Ort gewirkt haben
- Eberhard Cherdron (* 1943), evangelischer Theologe, war von 1974 bis 1977 vor Ort Pfarrer
- Theobald Hauck (1902–1980),  Bildhauer und Zeichner, entwarf 1934 vor Ort ein Kriegerdenkmal
- Manfred Kaltz (* 1953), Fußballnationalspieler
- Johannes Kriebitzsch (1857–1938), Glasmaler, bemalte 1900 die Fenster in protestantischen Kirche
- Heinrich Kron (1923–2007),  evangelischer Theologe, war ab 1954 vor Ort Pfarrer
- Werner Owart (1923–2017), Orgelbauer, Organist
- Anita Rottmüller-Wörner (* 1942), ehemalige deutsche Leichtathletin und Olympiateilnehmerin, führte mit ihrem Man zeitweise vor Ort ein Sportgeschäft
- Karl Anton Scherer (1831–1905), Pfarrer, Publizist und von 1876 bis 1903 der erste hauptamtliche Hausgeistliche der Evangelischen Diakonissenanstalt Speyer, wurde 1868 in Neuhofen Pfarrer
- Georg Valentin Wambsganß (1879–1942), Politiker und protestantischer Pfarrer, vom 1. März 1921 bis 31. Januar 1936 Pfarrer vor Ort
- Rudolf Wihr (1885–1936), Heimatforscher, lebte nach der Heirat in Neuhofen

- Walter Hoffmann (* 1954), Klavierbauer; Motorradrennfahrer: Deutscher Meister 350 ccm, 1980.